# Association de soccer de Blainville
L'AS Blainville est un club de soccer fondé en 1986 qui est basé à Blainville, au Québec. Son équipe semi-professionnel évolue depuis 2012 au sein de la Ligue1 Québec.

## Histoire
L'Association de soccer de Blainville est créée en 1986. L'équipe semi-professionnel entre en Première ligue de soccer du Québec en 2012, dès la création de la ligue.

## Résultats sportifs

### Palmarès
| Compétitions nationales | Compétitions canadiennes                                                                |
| --- | --------------------------------------------------------------------------------------- |
| - Ligue1 Québec (4) - Champion en 2017, 2018, 2019 et 2020, - Vice-champion en 2016 et 2021 - Coupe de la ligue (3) - Vainqueur en 2016, 2017 et 2022 | - Championnat canadien - Meilleure performance : Deuxième tour de qualification en 2018 |